# Nevado Sajama
Nevado Sajama er en udslukt stratovulkan og den højeste tinde i Bolivia. Bjerget ligger i Sajama nationalpark i departementet Oruro i den sydvestlige del af landet ca. 20 km fra grænsen mod Chile. 
Navado Sajamas tinde er beliggende 6.542 m.o.h og rejser sig 2.428 m over højsletten Altiplano, hvorpå vulkanen er beliggende.
Det første forsøg på at bestige bjerget blev gjort af Joseph Prem i 1927 ad den nordvestlige rute, men han blev stoppet ved 6.200 m. Efter flere andre forsøg lykkedes det endelig Prem sammen med Piero Ghiglione at nå toppen i august 1939 ad den mere besværlige sydøstlige rute.

## Eksterne links
18°06′29″S 68°52′59″V / 18.1081°S 68.8831°V